# Tonocoté
El poble tonocoté (tonocotés o tonokotés) són un poble natiu de l'Argentina que habita a la província de Santiago del Estero. Els actuals tonocots són coneguts també com a jurís, i en part descendeixen a través de mestissatge dels antics tonocots; parlen un dialecte propi derivat de l'antic quítxua de la regió de Santiago; estan distribuïts en 19 comunitats rurals amb aproximadament 6.000 habitants als departaments de San Martín, Figueroa i Avellaneda.
El Consell de la Nació Tonocoté "Llutquí" de Santiago del Estero és l'organització que els agrupa, estant format per fins a trenta-una comunitats totalment o parcialment de l'ètnia a la província de Santiago del Estero i dues comunitats emigrants establertes a Buenos Aires.
La bandera de la nació és blau cel amb la creu inca al centre, formada per tretze quadres, el central vermell, quatre formant una creu de color verd, i la resta marró fosc.